# Чернікова Світлана Іванівна
Світла́на Іва́нівна Че́рнікова (* 1977) — українська танцюристка на льоду; тренерка. Срібна призерка чемпіонату України (1993/1994). Учасниця Олімпійських ігор та чемпіонатів Європи.

## З життєпису
Народилася 1977 року. З Олександром Сосненком виграла срібло на Празькому скейтборді 1994 року та на Чемпіонаті України 1994 року. Вони змагалися на зимових Олімпійських іграх 1994 року в Ліллехаммері, посівши 19-те місце. Їх тренувала Галина Чурілова.
Тренувала пару Аліса Агафонова — Дмитро Дунь.